# Monhystera macramphis
Monhystera macramphis är en rundmaskart som beskrevs av Nikolai Nikolaievich Filipjev 1929. Monhystera macramphis ingår i släktet Monhystera och familjen Monhysteridae. Arten är reproducerande i Sverige. Inga underarter finns listade i Catalogue of Life.